# Nephthea rubra
Nephthea rubra är en korallart som beskrevs av Kükenthal 1910. Nephthea rubra ingår i släktet Nephthea och familjen Nephtheidae. Inga underarter finns listade i Catalogue of Life.